# Persone di cognome D'Este
| Questa pagina contiene informazioni ricavate automaticamente dalle voci biografiche con l'ausilio del template Bio e di un bot. L'aggiornamento è periodico e automatico e ricostruisce completamente la pagina. Se manca una persona in questa lista, sei pregato di non aggiungerla, ma accertati piuttosto che la sua voce biografica contenga il template Bio e che i dati anagrafici siano correttamente compilati. Se il template Bio manca, inseriscilo tu stesso o, in alternativa, metti l'avviso {{tmp\|Bio}} che ne segnala la mancanza. Se i dati riportati sono sbagliati, correggi direttamente la voce biografica; le modifiche saranno visibili in questa lista entro pochi giorni. Per chiarimenti vedi il progetto antroponimi. La lista contiene solo le 115 persone che sono citate nell'enciclopedia e per le quali è stato implementato correttamente il template Bio. Pagina aggiornata al 17 ott 2024. |

Questa è una lista di persone presenti nell'enciclopedia che hanno il cognome d'Este, suddivise per attività principale.

## Badesse(1)
- Eleonora d'Este, badessa italiana (Modena, n. 1597 - Modena, † 1661)

## Cardinali(4)
- Rinaldo d'Este, cardinale e vescovo cattolico italiano (Modena, n. 1617 - Modena, † 1672)
- Ippolito d'Este, cardinale e arcivescovo cattolico italiano (Ferrara, n. 1479 - Ferrara, † 1520)
- Ippolito d'Este, cardinale e arcivescovo cattolico italiano (Ferrara, n. 1509 - Roma, † 1572)
- Luigi d'Este, cardinale italiano (Ferrara, n. 1538 - Roma, † 1586)

## Condottieri(5)
- Azzo X d'Este, condottiero e nobile italiano (n. 1344 - † 1415)
- Bertoldo II d'Este, condottiero italiano (Este - Corinto, † 1463)
- Francesco d'Este, condottiero italiano (Ferrara, n. 1325 - Pavia, † 1384)
- Azzo VI d'Este, condottiero italiano (Ferrara, n. 1170 - Verona, † 1212)
- Bertoldo d'Este, condottiero italiano (n. 1434 - Eubea, † 1463)

## Generali(1)
- Almerico d'Este, generale italiano (Modena, n. 1641 - Paro, † 1660)

## Militari(1)
- Foresto d'Este, militare italiano (Modena, n. 1652 - † 1725)

## Nobildonne(11)
- Beatrice d'Este, nobildonna italiana (Ferrara, n. 1268 - Milano, † 1334)
- Beatrice d'Este, nobildonna italiana (Ferrara, n. 1427 - Milano, † 1497)
- Bianca d'Este, nobildonna italiana (n. 1440 - Mirandola, † 1506)
- Eleonora d'Este, nobildonna italiana (Ferrara, n. 1515 - Ferrara, † 1575)
- Ippolita d'Este, nobildonna italiana (Ferrara, n. 1565 - Mirandola, † 1602)
- Isabella Maria d'Este, nobildonna italiana (Ferrara, n. 1519 - Ferrara, † 1521)
- Laura d'Este, nobildonna italiana (Ferrara, n. 1590 - Mirandola, † 1630)
- Lucia d'Este, nobildonna italiana (Ferrara, n. 1419 - † 1437)
- Anna Beatrice d'Este, nobildonna italiana (n. 1626 - Mirandola, † 1690)
- Lucrezia d'Este, nobildonna italiana (Ferrara)
- Taddea d'Este, nobildonna italiana (n. 1365 - Padova, † 1404)

## Partigiane(1)
- Ida d'Este, partigiana e politica italiana (Venezia, n. 1917 - Venezia, † 1976)

## Politici(2)
- Francesco d'Este, politico e nobile italiano (Ferrara - † 1312)
- Obizzo III d'Este, politico italiano (n. 1294 - † 1352)

## Principesse(3)
- Angela Maria Caterina d'Este, principessa italiana (n. 1656 - Bologna, † 1722)
- Eleonora d'Este, principessa e religiosa italiana (Modena, n. 1643 - Modena, † 1722)
- Maria Fortunata d'Este, principessa italiana (Modena, n. 1731 - Venezia, † 1803)

## Religiosi(2)
- Gurone d'Este, religioso italiano (Nonantola, † 1484)
- Rinaldo d'Este, religioso e condottiero italiano (Ferrara, n. 1435 - Ferrara, † 1503)

## Sovrane(1)
- Maria Beatrice d'Este, regina (Modena, n. 1658 - Saint-Germain-en-Laye, † 1718)

## Vescovi cattolici(5)
- Guglielmo d'Este, vescovo cattolico italiano (Pavia, † 1104)
- Francesco Maria d'Este, vescovo cattolico italiano (Venezia, n. 1743 - Reggio Emilia, † 1821)
- Meliaduse II d'Este, vescovo cattolico italiano (Sassuolo, † 1567)
- Niccolò Maria d'Este, vescovo cattolico italiano (Ferrara - Ferrara, † 1507)
- Opizzone d'Este, vescovo cattolico italiano (n. 1611 - Modena, † 1644)

## Senza attività specificata(16)
- Ercole I d'Este, duca (Ferrara, n. 1431 - Ferrara, † 1505)
- Ercole II d'Este, duca (Ferrara, n. 1508 - Ferrara, † 1559)
- Rinaldo d'Este, duca italiano (Modena, n. 1655 - Modena, † 1737)
- Aldobrandino I d'Este, marchese (Ferrara - Ancona, † 1215)
- Beatrice d'Este, duchessa, stilista e mecenate italiana (Ferrara, n. 1475 - Milano, † 1497)
- Ercole III d'Este, duca italiano (Modena, n. 1727 - Treviso, † 1803)
- Ginevra d'Este (n. 1419 - † 1440)
- Guelfo IV d'Este, duca (Pafo, † 1101)
- Niccolò II d'Este, marchese (Ferrara, n. 1338 - Ferrara, † 1388)
- Leonello d'Este, marchese (Ferrara, n. 1407 - Voghiera, † 1450)
- Niccolò III d'Este, marchese (Ferrara, n. 1383 - Milano, † 1441)
- Borso d'Este, duca (n. 1413 - † 1471)
- Isabella d'Este, duchessa italiana (Modena, n. 1635 - Colorno, † 1666)
- Maria d'Este, duchessa italiana (Modena, n. 1644 - Parma, † 1684)
- Polissena d'Este, contessa
- Contardo d'Este, cavaliere medievale italiano (Ferrara, n. 1216 - Broni, † 1249)